# Маријана Чанак
Маријана Чанак (Суботица, 1982) је српска списатељица и активисткиња.

## Биографија
Маријана Чанак  рођена је 1982. године у Суботици, где је завршила средњу школу. Дипломирала је на Филозофском факултету у Новом Саду на одсеку за књижевност а диплому мастера стекла је на Женским студијама и истарживањима у Новом Саду. Још као студенткиња почела је да пише па јој је у оквиру едиције Матице српске, Први рукопис објавиљена књига прозе „Улични продавци улица" (2002) Такође као студенткиња, на Конкурсу за најбољу необјављену савремену приповетку „Лаза К. Лазаревић" који организује Културни центар из Шапца, 2005. године осваја прву награду. Двострука је добитница књижевне награде Лаза К. Лазаревић, други пут је осваја 2019. године. Исте године објављује још једну збирку прича „Праматере" (2019). Њен роман „Клара Клариса" (2022)  издању Булевар Букса из Новог Сада нашао се у избору за Нинову награду, као и у најужем избору за Виталову награду. Објавила је још и збирку прича „Пут од црвене цигле" (2023) и роман „Светло тријство"(2024). Неке од приповедака Маријане Чанак преведене су на немачки, енглески, македонски и албански језик.
Као ауторка награђена наградом Лаза К. Лазаревић са причом Четири бразгодине на телу једна на земљи, заступљена је у збирци приповедака „Амбис" (2024) у издању Културног центра Шабац и Издавачке куће Контраст.

## Књижевне награде
- Награда „Воја Чолановић" (2024) за најбољу приповедачку књигу објављену у 2023. за збирку „Пут од црвене цигле"[10]
- „Код Баронесе" (2021) 5. регионални конкурс за најбољу квир причу „Нови живот", I награда, Подгорица.
- „Пут од црвене цигле" (2021) регионални конкурс „Спасимо путопис", I награда, Нови Сад - Загреб.
- „Преобраћање Ирме" (2021) IV регионални конкурс за најбољу квир причу „Write Queer", II награда, Подгорица.
- „Воз за Нови Сад" (2021) конкурс за најбољу необјављену приповетку на српском језику „Милутин Ускоковић", III награда, Ужице.
- „Безочнице" (2020) III регионални конкурс за најбољу квир причу „Живјети квир живот", II награда, Подгорица.
- „Последње платно Анђелије Лазаревић" (2020) Порталибрисов конкурс за најбољу кратку причу „Док је речи и писци су живи", I награда, Београд.
- „Четири бразготине на телу, једна у земљи" (2019) награда за најбољу необјављену савремену приповетку „Лаза К. Лазаревић", Културни центар Шабац, Шабац.[11]
- „Смех у Народном посланику Бранислава Нушића" (2007), Бранкова награда Матице српске, Нови Сад.
- „Исповест између неколико лажи" (2005) награда за најбољу необјављену савремену приповетку „Лаза К. Лазаревић", Културни центар Шабац, Шабац.
- „Наранџаста или зелена прича или смрт" (2002) Улазница, II награда за прозу, Градска народна библиотека Зрењанин, Зрењанин.

## Награде за активизам
- „Како институције штите жене које су преживеле насиље?" (2021) Медијска награда за етичко извештавање о родно заснованом насиљу, Фестивал менталног здравља, Нови Сад.
- „О сексуалном развоју младих жена са инвалидитетом у Србији: Из личног искуства" (2019) Награда Цвет једнакости, Удружење дистрофичара Златиборског округа, Ужице.
- „Лако је ући, веома тешко изаћи: Маријана Ристић о животу у резиденцијалним установама у Србији" (2018) Годишња медијска награда за толеранцију, Повереник за заштиту равноправности и шеф Мисије ОЕБС-а у Србији, Београд.

## Зборници, часпоиси и антологије (избор)
- Чанак, Маријана (2023). Борјан и безимена. Поља: месечник за културу и уметност.
- Чанак, Маријана (2022). Klara, Klarisa. Домети: часопис за културу.
- Чанак, Маријана (2021). Булимични снови. Кораци: часопис за књижевност, уметност и културу.
- Чанак, Маријана (2021). Воз за Нови Сад. Међај: часопис за књижевност, уметност и културу.
- Чанак, Маријана (2009). Календар Анке Паун. Нови Сад: Летопис Матице српске.
- Чанак, Маријана (2004). Чулност. Луча: часопис за књижевност, уметност и културу.
- Чанак, Маријана (2003). Улични продавци улица. Летопис Матице српске.

## Фестивали и резиденције
- Ок/но, Бор, 2024.
- Друга приказна, Скопје, 2024. Форум Tomizza, Трст – Умаг – Копар, 2024. Софа, Булевар Books, Нови Сад, 2023. Императив, Бања Лука, 2023.
- Постниновске чаролије, ДКСГ, Нови Београд, 2023. Bookstan, Buybook, Сарајево, 2022. Просефест, Културни центар Нови Сад, 2020.
- Culture Moves Europe, Загреб, Хрватска, 15. новембар – 20. децембар 2024.
- Традуки, Скопје, Македонија, септембар 2024.
- Кућа за писце / Хижа од бесид, Пазин, Хрватска, мај 2024.

## Представе, игрокази и перформанси
- Клара, Клариса (2024), Народно позориште Пирот, драматизација: Милена Богавац, режија: Јелена Богавац.

- Праматере (2019), Зенит Books, Нови Сад.
- Секс и насиље: од 6 до 36 (2019), Фестивали Ухвати филм Нови Сад и Ван оквира Београд.
- На кафи са пророчицом (2018), ЦК13, Нови Сад.